# Dryopteris dilatata
Espèce
Dryopteris dilatata, la Fougère dilatée, est une espèce de fougères.